# 宗喀語
宗卡语（རྫོང་ཁ་，威利：dzongkha），又译宗喀语，是不丹的官方语言，故国际通称不丹語（英語：Bhutanese）。和锡金语的关系很密切，与藏语衛藏方言较相近，书面语是藏文。

## 书写系统

藏文有头体不丹变体草书手写体写的“宗喀”

用于书写宗喀语的藏文有30个表示辅音的基础字母，有时被称作“根式”。宗喀语常常以有头体的不丹变体拼写，藏文中称为“Jôyi”（草书手写体）和“Jôtshum”（正式手写体）。印刷体一般称为“Tshûm”。:47

### 罗马化
有好几种不同的罗马化系统和转写方案，但没有能精确描写它的音的。不丹政府在1991年以无我制定的转写为标准颁布了“罗马宗喀文”。

## 音系
宗喀語是聲調語言，具有高、低兩個調域。一個音節的聲調會影響聲母的同位音及主要元音的發聲態。

### 辅音
|        | 唇音 | 齿音/ 齿龈音 | 卷舌音/ 硬颚音 | 软腭音 | 声门音 |
| ------ | ---- | ------------ | -------------- | ------ | ------ |
| 鼻音   | m    | n            | ɲ              | ŋ      |        |
| 塞音   | p pʰ | t tʰ         | ʈ ʈʰ           | k kʰ   |        |
| 塞擦音 |      | ts tsʰ       | tɕ tɕʰ         |        |        |
| 咝音   |      | s            | ɕ              |        |        |
| R音    |      | r            |                |        |        |
| 通音   |      | ɬ l          | j              | w      | h      |

所有辅音均可做声母。低调音节的声母是浊音。低调音节首没有送气音（以上标的h表示）、/ɬ/和/h/。R音/r/常是颤音[r]或擦颤音[r̝]，在高调音节首清化。
/t, tʰ, ts, tsʰ, s/是齿音。硬颚（塞）擦音的描述从龈颚到硬颚。
只有少数辅音能做韵尾。主要由/m, n, p/。/ŋ/韵尾常常脱落，并使前面的元音鼻化、延长。韵尾/k/在非正式语境下一般省略。书面语中，流音/r/和/l/也可做韵尾。虽然很罕见，/ɕ/也能充当韵尾。

### 元音
|        | 前元音  | 后元音 |
| ------ | ------- | ------ |
| 闭元音 | i iː yː | u uː   |
| 中元音 | e eː øː | o oː   |
| 开元音 | ɛː      | ɑ ɑː   |

- 低调时，元音带气声。[8][11]
- 闭音节中，/i/介于[i]和[ɪ]间，后者更常见。[8][9]
- /yː/介于[yː]和[ʏː]间。[8]
- /e/介于半闭[e]和半开[ɛ]间，后者在闭音节中更常见。/eː/是半闭[eː]。/eː/不会比/e/更长，且与/e/的区别更多是在音值上而非时长上。[8]
- /øː/的描述介于半闭[øː]和半开[œː]之间。[8][9]
- /o/是半闭的[o]，但特别是在闭音节中可以达到半开[ɔ]。/oː/是半闭的[oː]。[8]
- /ɛː/稍稍比半开低，即[ɛ̞ː]。[8]
- /ɑ/能达到[ɐ]，尤其是闭音节。[8][9]
- 鼻化或后继[ŋ]时，元音一直是长元音。[11][9]

### 音位配列
宗喀语许多词汇都是单音节的。常常是CVC、CV或VC的形式。复辅音声母只能是不送气唇塞音和硬颚塞擦音的结合。复辅音声母中的唇塞音常在口语中省略。

## 系属分类与相关语言
宗喀语属于藏语群。与锡金语关系密切、可以互通，与其他不丹语言乔孔卡语、布罗克帕语、布罗卡特语和拉卡语关系也较近。
宗喀语与西藏南部春丕河谷的柔末瓦语关系密切。与标准藏语的关系较远。虽然宗喀语口语和藏语口语大体上不能互通，书面形式均受礼拜仪式古典藏语的强烈影响，在不丹称作Chöke，比丘们已经用了几个世纪。Chöke在不丹直到1960年代初一直被用作教育语言，那之后宗喀语取代了它在公立学校中的地位。
虽然分化自古典藏语，宗喀语展现出大量不规则的对音，使得书面语和口语的差距比标准藏语的情况还大。“传统正字法和现代语音是两个不同的系统，其运行的规律也不同。”:110

## 语例
《世界人权宣言》第一条：
藏文宗喀语
༄༅། །འགྲོ་བ་མི་རིགས་ག་ར་དབང་ཆ་འདྲ་མཉམ་འབད་སྒྱེཝ་ལས་ག་ར་གིས་གཅིག་གིས་གཅིག་ལུ་སྤུན་ཆའི་དམ་ཚིག་བསྟན་དགོས།
罗马化
’Gro-ba-mi-rigs-ga-ra-dbaṅ-cha-’dra-mtam-’bad-sgyew-las-ga-ra-gis-gcig-gis-gcig-lu-spun-cha’i-dam-tshig-bstan-dgo.
翻译
人人生而自由，在尊严和权利上一律平等。他们赋有理性和良心，并应以兄弟关系的精神相对待。

## 參閱
- 宗喀语盲文
- 藏语方言

### 词汇
- Online searchable dictionary (Dz-En, En-Dz, Dz-Dz) or Online Dzonkha-English Dictionary  – site  Dzongkha Development Commission (en– dz（页面存档备份，存于）)
- Dzongkha Computer Terms （页面存档备份，存于）(pdf)
- English-Dzongkha Pocket Dictionary(pdf)
- Rigpai Lodap: An Intermediate Dzongkha-English Dictionary(pdf)
- Kartshok Threngwa: A Book on Dzongkha Synonyms & Antonyms(pdf)
- Names of Countries and Capitals in Dzongkha(pdf)
- A Guide to Dzongkha-Translation(pdf)

### 语法
- A colloquial grammar of the Bhutanese language. by Byrne, St. Quintin. Allahabad: Pioneer Press, 1909 （页面存档备份，存于）
- Dzongkha transliteration （页面存档备份，存于） – site  National Library of Bhutan (en – dz （页面存档备份，存于）)
- Dzongkha, The National Language of Bhutan （页面存档备份，存于） – site  Dzongkha Linux (en （页面存档备份，存于） – dz （页面存档备份，存于）)
- Romanization of Dzongkha （页面存档备份，存于）
- Dzongkha : Origin and Description （页面存档备份，存于）
- Dzongkha language, alphabet and pronunciation （页面存档备份，存于）
- Pioneering Dzongkha Text To Speech Synthesis （页面存档备份，存于）(pdf)
- Dzongkha Grammar & other materials – site  The Dzongkha Development Commission (en – dz)
- Коряков Ю.Б. Практическая транскрипция для языка дзонг-кэ（页面存档备份，存于）
- Classical Tibetan-Dzongkha Dictionary(pdf)